# Aleksey Frosin
Alekseï Frossine (en russe : Алексей Фросин), né le 14 février 1978, est un escrimeur russe, pratiquant le sabre.

## Palmarès
- Jeux olympiques
  -  Médaille d'or par équipe aux Jeux olympiques 2000 à Sydney

- Championnats du monde
  -  Médaille d'or par équipe aux championnats du monde 2001 à Nîmes
  -  Médaille d'or par équipe aux championnats du monde 2002 à Lisbonne
  -  Médaille d'or par équipe aux championnats du monde 2005 à Leipzig
  -  Médaille de bronze par équipe aux championnats du monde 1999 à Séoul
  -  Médaille de bronze en individuel aux Championnats du monde 2006 à Turin
  -  Médaille de bronze par équipe aux championnats du monde 2006 à Turin

- Universiades
  -  Médaille d'or par équipe à l'Universiade d'été de 2001 à Pékin
  -  Médaille d'or par équipes à l'Universiade d'été de 2003 à Daegu
  -  Médaille d'or par équipes à l'Universiade d'été de 2005 à Izmir
  -  Médaille d'argent en individuel à l'Universiade d'été de 2005 à Izmir
  -  Médaille de bronze en individuel à l'Universiade d'été de 2001 à Pékin
  -  Médaille de bronze en individuel à l'Universiade d'été de 2003 à Daegu

- Championnats d'Europe
  -  Médaille d'or en individuel aux championnats d'Europe 1997[réf. nécessaire]